# Єпархія Центуріонес

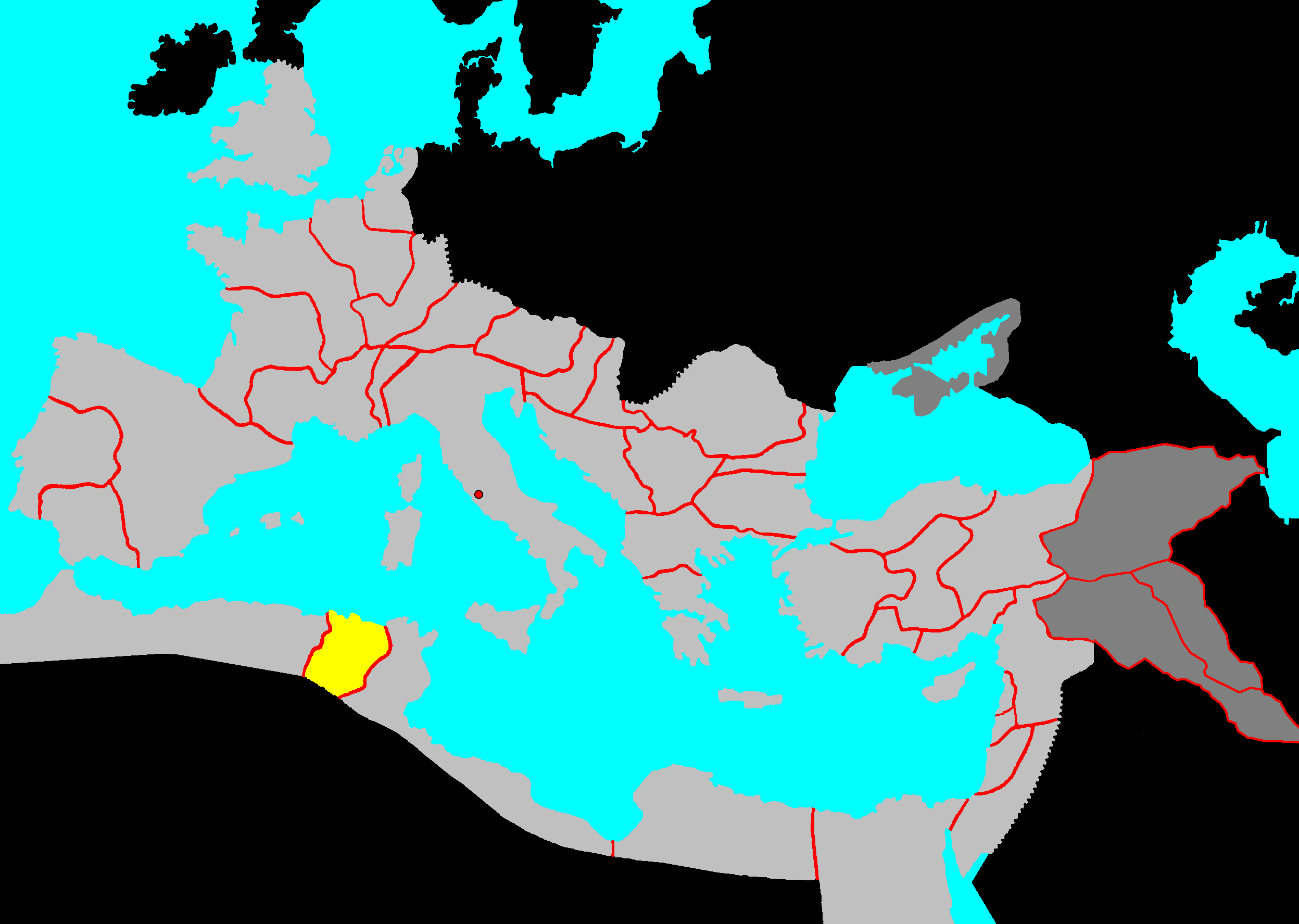
Римська провінція Нумідія (виділена жовтим кольором)

Центуріо́нес (також: Чентуріонес, лат. Centuriones) — колишня християнська єпархія, сьогодні титулярна єпархія католицької церкви. Теперішнім титулярним єпископом Центуріонесу є Василь Тучапець, екзарх Харківський Української греко-католицької церкви.

## Історія
Історики ототожнюють Центуріонес із руїнами Ель-Кентур у сучасному Алжирі, неподалік Константіни. Колись це була єпархія в римській провінції Нумідія.
Відомо імена чотирьох єпископів, які колись займали цей єпископський престол:
1. Набор — один із трьох єпископів, які на помісному соборі, що відбувся в 305 році в Цирті, не були засуджені за знищення священних книг і посуду під час переслідувань імператора Діоклетіана в 303 році.
2. Януарій — прихильник вчення донатистів; згадується серед учасників Карфагенського собору 411 року, в якому брали участь разом ортодоксальні і донатистські єпископи Африки.
3. Фірміан — учасник собору, який скликав у 484 році до Карфагену король вандалів Гунеріх; згадується на 6-му місці поміж єпископами Нумідії з додатком probatus, що вказує на те, що він помер на вигнанні.
4. Фелікс — у 1924 році в Телергмі була знайдена свинцева дошка з довгим написом, датованим 636 роком, про покладення мощів, на якому були присутні чотири африканські єпископи, серед яких Фелікс з Центуріонеса.

## Титулярні єпископи
- Альберто Тревізан (25 лютого 1964 — 19 березня 1998 помер);
- Кіро Стоянов (4 січня 1999 — 20 липня 2005 призначений єпископом Скоп'є);
- Ренато Піне Маюґба (18 жовтня 2005 — 12 жовтня 2012 призначений єпископом Лаоагу);
- Василь Тучапець, ЧСВВ (з 2 квітня 2014).